# Beata Beatrix
Beata Beatrix est une huile sur toile du peintre préraphaélite Dante Gabriel Rossetti, terminée en 1872. C'est le portrait de Béatrice Portinari, du poème Vita Nuova de Dante Alighieri, au moment de son dernier soupir. Rossetti y représente Beatrice sous les traits de son épouse défunte Elizabeth Siddal, sa muse. 
Dans une lettre de 1873 à son ami William Morris, Rossetti confie son intention : « non la représentation du moment de la mort de Beatrice, mais celle de son idéal, symbolisé par une transe ou une transfiguration spirituelle soudaine. »
L'œuvre est exposée à la Tate Britain de Londres. Ce tableau est le premier d'un diptyque, le second Beata Beatrix est moins connu : peint dix ans après la mort d'Elizabeth et toujours inachevé à la mort du peintre, il fut achevé fidèlement par Ford Madox Brown, un ami proche de la confrérie. Cette seconde peinture est exposée à Birmingham, en Angleterre.